# ابراهیم کریم‌آبادی
ابراهیم کریم‌آبادی (تهران ۱۲۹۶–۱۳۶۰) حقوقدان، فعال سیاسی، روزنامه‌نگار و رئیس شورای عالی اصناف بود.

## تحصیلات
ابراهیم کریم آبادی فرزند مشهدی اسماعیل کریم‌آبادی رئیس صنف قهوه چی‌ها بود. او در سال ۱۲۹۶ در محله سرچشمه تهران به دنیا آمد و در دبیرستان دارالفنون تحصیل کرده و سپس وارد دانشگاه تهران شده و در رشته حقوق فارغ‌التحصیل شد.

## فعالیت‌های اجتماعی
ابراهیم کریم آبادی پس از فراغت از تحصیل و اخذ مدرک حقوق به وکالت پرداخت و در کنار وکالت با اخذ امتیاز روزنامه اصناف به عنوان تریبون مطبوعاتی جامعه بازار عمل نمود. او با اعلام ایده ایجاد شورای عالی اصناف در روزنامه خود از بنیانگذاران شورای عالی اصناف و رئیس این شورا بود.
او همچنین به همراه حسین راسخ افشار، محمدحسن شمشیری، اسماعیل کریم آبادی، ابوالقاسم لباسچی، حسن قاسمیه سازمان جامعه بازرگانان و اصناف و پیشه وران تهران را پایه‌گذاری نمود. جامعه بازرگانان و اصناف و پیشه وران تهران از دولت ملی دکتر مصدق حمایت می‌کردند. پس از کودتای ۲۸ مرداد ۱۳۳۲ پانزده نفر از اعضای این جامعه دستگیر و تبعید شدند.

## فعالیت‌های سیاسی
کریم آبادی در دهه بیست در سازمان و گروه‌های مانند سازمان نگهبانان آزادی و جبهه ملی فعالیت کرد. در انتخابات دوره هفدهم مجلس شورای ملی او به صورت منفرد از تهران نامزد مجلس شد که نفر چهاردهم شده و از راهیابی به مجلس بازماند. وی جزء سخنرانانی بود که در ۳۰ تیر ماه ۱۳۳۲ قطعنامه فراکسیون ملی را در تظاهرات یادبود قیام ۳۰ تیر خواند. او جزء اولین نفرات است که در روز ۲۹ مرداد ۱۳۳۲ به همراه محمد نخشب، حسین شاه حسینی در نهضت مقاومت ملی به رهبری سید رضا زنجانی شرکت کردند. او در نهضت مقاومت ملی در کمیته‌های اجرایی و بازار فعالیت داشت. او در رابطه با فعالیت‌های سیاسی اش در دوران بعد از کودتای ۲۸ مرداد ۱۳۳۲ چندین بار بازداشت شد.
ایشان یک بار هم در انتخابات مجلس در خوانسار و گلپایگان شرکت کردند و در رقابت با دکتر عبداله معظمی (که رئیس وقت مجلس بودند) شکست خوردند
کریم آبادی در سال ۱۳۳۹ به همراه سایر میلیون مانند کریم سنجابی، ادیب برومند، باقر کاظمی، محمدعلی خنجی، مهدی بازرگان، دکتر غلامحسین صدیقی و به رهبری الله یار صالح در ایجاد جبهه ملی دوم فعالانه شرکت کرد و مسئول کمیته اصناف و بازار درجبهه ملی دوم بود. او در این دوران به علت فعالیت‌های سیاسی چندین بار دستگیر و زندانی می‌شود. کریم آبادی به سبب فعالیت‌هایش در جبهه ملی ملی از سوی شرکت کنندگان در کنگره جبهه ملی به عضویت در شورای مرکزی جبهه ملی انتخاب می‌شود و تا پایان دوره فعالیت جبهه ملی در شورا باقی می‌ماند

## انقلاب ۱۳۵۷
در آستانه انقلاب ۱۳۵۷ و با بازشدن فضای سیاسی بار دیگر اعضای جبهه ملی دوم هم جمع شده و فعالیت‌های خود را ابتدا تحت عنوان اتحاد نیروهای ملی و سپس تحت نام جبهه ملی با حضور منفردین و احزابی مانند حزب مردم ایران، سوسیالیست‌های نهضت ملی ایران، حزب ایران و حزب ملت ایران آغاز می‌کنند. ابراهیم کریم آبادی به همراه کریم سنجابی، شاپور بختیار، کاظم حسیبی، داریوش فروهر، ادیب برومند، حسین شاه‌حسینی، ابراهیم کریم آبادی، علی اردلان، عبدالکریم انواری هشت نفر اولی بودند که در تشکیل مجدد جبهه ملی ایران فعالیت کردند. او پس از پیروزی انقلاب در انتخابات اولین دوره مجلس شورای اسلامی شرکت نمود ولی مانند سایر نامزدهای جبهه ملی در تهران نتوانست آرای کافی را برای ورود به مجلس کسب کند.
دربهمن ماه سال ۱۳۵۸ و پس از انتخابات مجلس شورای اسلامی با خروج غلامحسین صدیقی از جبهه ملی کریم آبادی نیز به همراه ۵ نفر دیگر از جبهه ملی خارج شده و گروه بشارت را ایجاد کردند.